# Vélines
Vélines – miejscowość i gmina we Francji, w regionie Nowa Akwitania, w departamencie Dordogne.
Według danych na rok 1990 gminę zamieszkiwało 1068 osób, a gęstość zaludnienia wynosiła 102 osób/km² (wśród 2290 gmin Akwitanii Vélines plasuje się na 402. miejscu pod względem liczby ludności, natomiast pod względem powierzchni na miejscu 1032.).